# Petit lac Ha! Ha!
Pour les articles homonymes, voir Ha! Ha!.
Le petit lac Ha! Ha! est un lac situé dans la municipalité de Ferland-et-Boilleau, dans la région du Saguenay–Lac-Saint-Jean, dans la province de Québec au Canada. Le Petit lac Ha! Ha! est situé du côté est du lac Ha! Ha! dans lequel il se déverse.
La partie sud du lac est desservie par la route 381 laquelle coupe le lac à la hauteur de la presqu'île rattachée à la rive nord, puis se dirige vers le nord-ouest en desservant la partie nord-ouest du lac Ha! Ha!. Le paysage du Petit lac Ha! Ha! encaissée en les montagnes attire les adeptes de la nature.
La foresterie constitue la principale activité économique du secteur ; les activités récréotouristique, en second.
La surface du Petit lac Ha! Ha! est habituellement gelée de la fin novembre au début avril, toutefois la circulation sécuritaire sur la glace se fait généralement de la mi-décembre à la fin mars.

## Géographie
Ce lac est situé à 2,6 km au sud-ouest du sommet (altitude : 822 m) du Mont du Four.

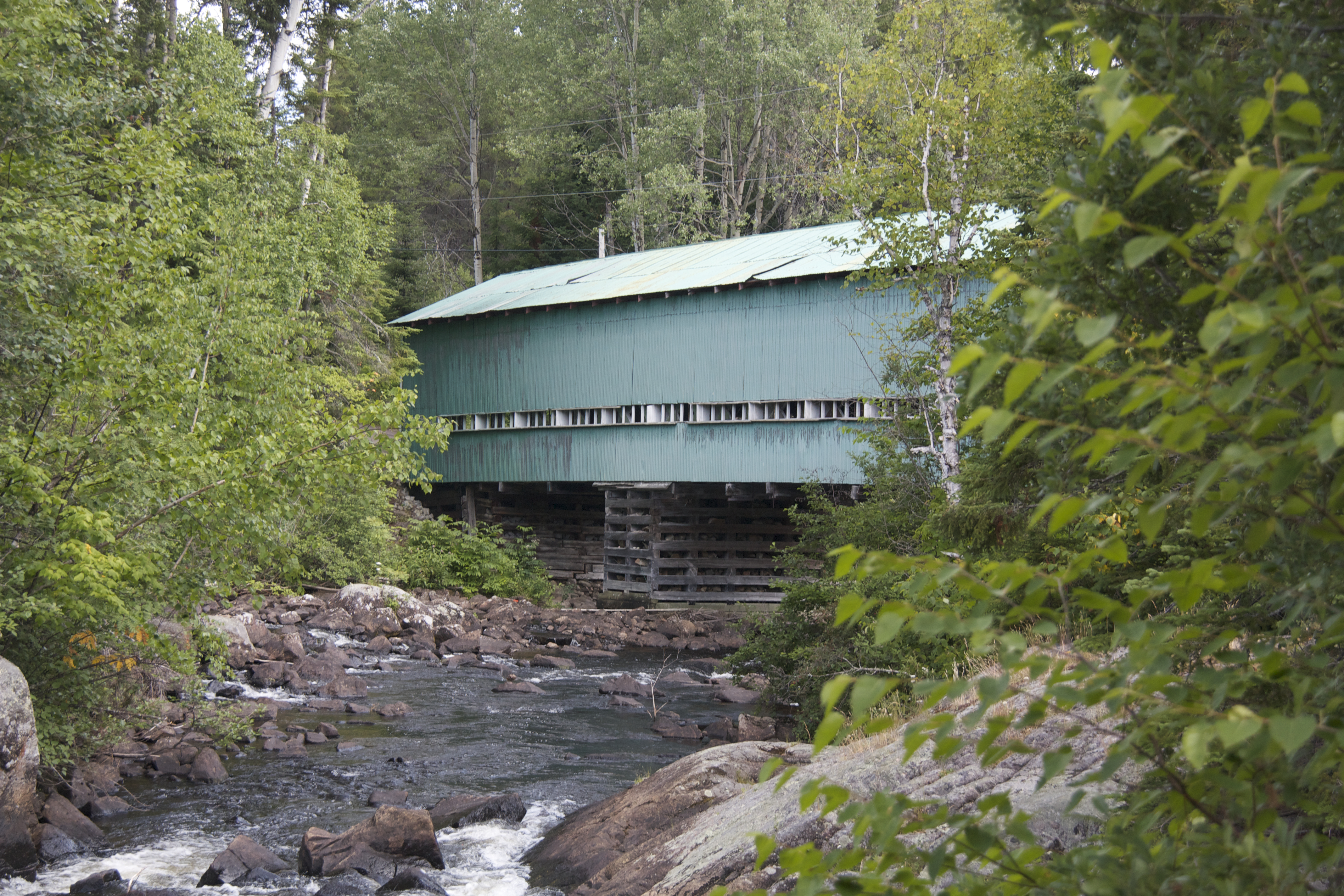
Pont du lac Ha! Ha!, séparant le Lac Ha! Ha! et le Petit lac Ha! Ha!.

Les principaux bassins versants voisins du Petit lac Ha! Ha! sont :
- côté nord : ruisseau du Quiscale, lac Huard, rivière des Cèdres, lac des Cèdres, lac Otis ;
- côté est : rivière Malbaie, rivière Malbaie, ruisseau de la Cabine ;
- côté sud : rivière Malbaie, lac Michta, rivière Ha! Ha!, rivière à la Cruche, rivière Barley ;
- côté ouest : rivière à Pierre, rivière Ha! Ha!, lac Ha! Ha!, rivière à Mars.

Le Petit lac Ha! Ha! comporte une longueur de 4,9 km encaissée entre les montagnes, formant un crochet vers le sud à son extrémité ouest. Sa largeur maximale est de 1,2 km ; son altitude est de 381 m ; et sa superficie est de km2. Le Petit lac Ha! Ha! est alimenté par le ruisseau du Quiscane (venant du Nord) et par un ruisseau non identifié (venant de l'est). Ce lac comporte notamment l'anse des Canots (côté ouest), la baie Creuse (rive sud) et la baie Lambert (rive sud).
L'embouchure du lac est située à :
- 5,4 km au sud-est de l'embouchure du lac Ha! Ha! ;
- 8,2 km au sud du centre du village de Boileau (Québec) ;
- 5,8 km au sud du lac Huard ;
- 33,6 km au sud-est de la confluence de la rivière Ha! Ha! et de la baie des Ha! Ha! (Saguenay–Lac-Saint-Jean) ;
- 49,1 km au sud-est du centre-ville de Saguenay (ville) ;
- 69,7 km au nord-ouest du centre-ville de Baie-Saint-Paul.

À partir du pont séparant les deux lacs, le courant traverse le lac Ha! Ha! sur 6,8 km vers le nord-ouest jusqu'au barrage aménagé à son embouchure, puis le courant descend successivement la rivière Ha! Ha! sur 34,8 km vers le nord-ouest, transverse la baie des Ha! Ha! (Saguenay–Lac-Saint-Jean) sur 10,7 km vers le nord-est, puis descend vers l'est la rivière Saguenay sur 87 km jusqu'à Tadoussac où cette dernière rivière se déverse dans le fleuve Saint-Laurent.

## Toponymie
Le toponyme « Petit lac Ha! Ha! » est lié au lac, à la rivière et à la baie de même nom.
Le spécifique « Ha! Ha! » engendre plusieurs interprétations selon les sources consultés. Une interprétation populaire l'associe à une exclamation indiquant l'ironie ou l'onomatopée du rire. Il est généralement reconnu par les historiens qu'il s'agit plutôt d'une dénomination descriptive. Ce spécifique dériverait du mot français haha signifiant « obstacle inattendu sur un chemin ». Ce terme identifie un fossé au bout d'une allée qui barre un passage. Ce terme est en usage dans le vocabulaire militaire, car il décrit un fossé situé à la poterne ou à l'entrée d'une fortification, empêchant ainsi le passage. Par ailleurs, le récollet Gabriel Sagard (baptisé Théodat) a publié le Dictionnaire de la langue huronne (Paris, 1632), à la suite d'un séjour de dix mois du frère en Huronnie, de 1623 à 1624, dans lequel est répertorié le substantif Háhattey, signifiant « chemin, voie ou adresse ».
Le toponyme « lac Ha! Ha! » a été officialisé le 5 décembre 1968 par la Commission de toponymie du Québec.